# 比伯河
48°26′21″N 10°10′52″E / 48.4392°N 10.1811°E

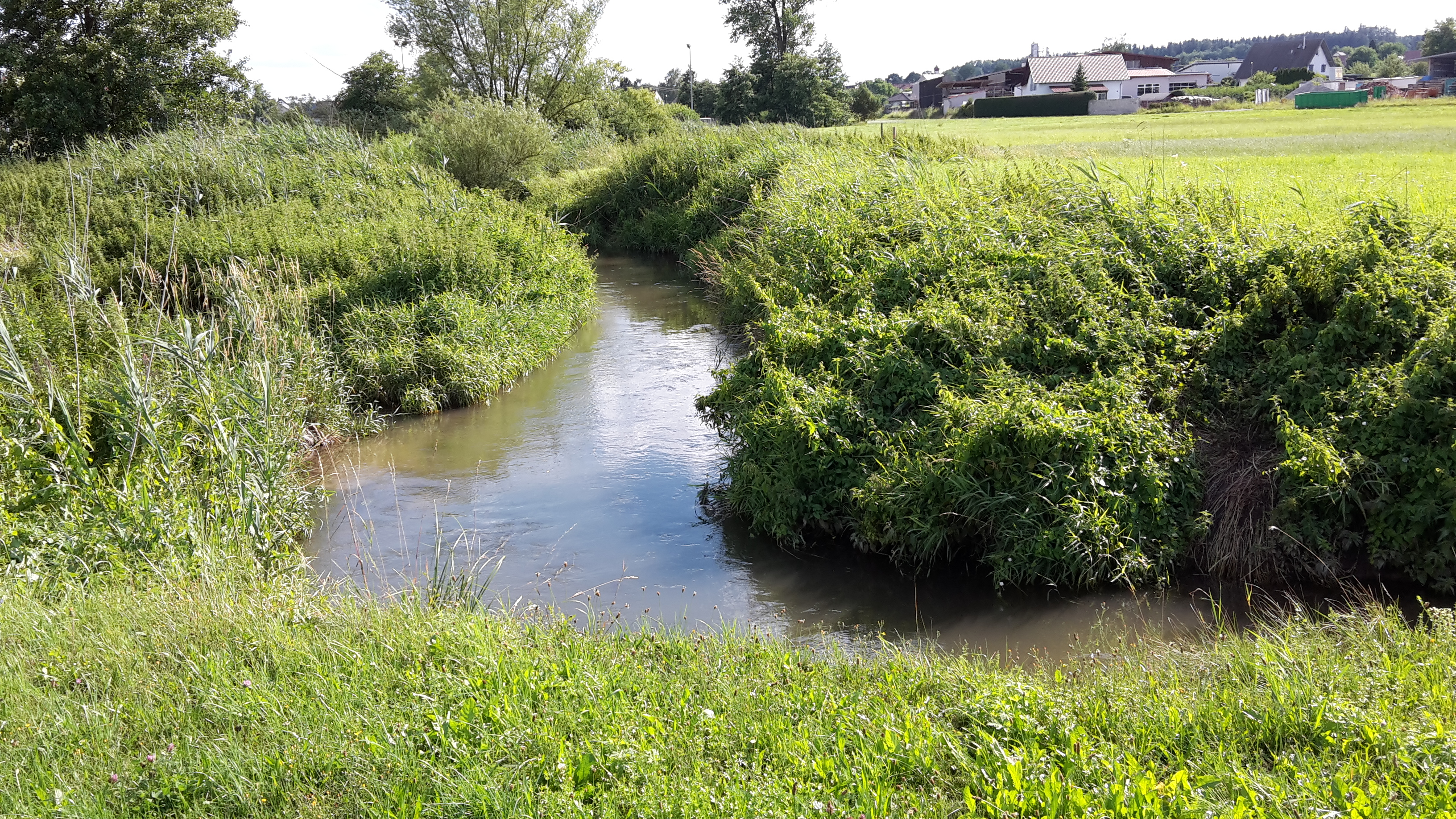
比伯河

比伯河（德語：Biber），是德國的河流，位於該國東南部，由巴伐利亞負責管轄，屬於多瑙河的右支流，河道全長37公里，流域面積114平方公里，發源自下羅特附近。